# Statul paralel din România
Statul paralel reprezintă o noțiune controversată care a dominat spațiul public din România în perioada 2017-2019   . În termeni generali, statul paralel este un tip de guvernare format din forțe oculte⁠(d), din rețele secrete și neautorizate de putere care funcționează independent de conducerea politică a unui stat . Statul paralel este opusul statului de drept . Teoria statului paralel din România este considerată de către unii cercetători o teorie a conspirației.

## Statul paralel și ilegitim

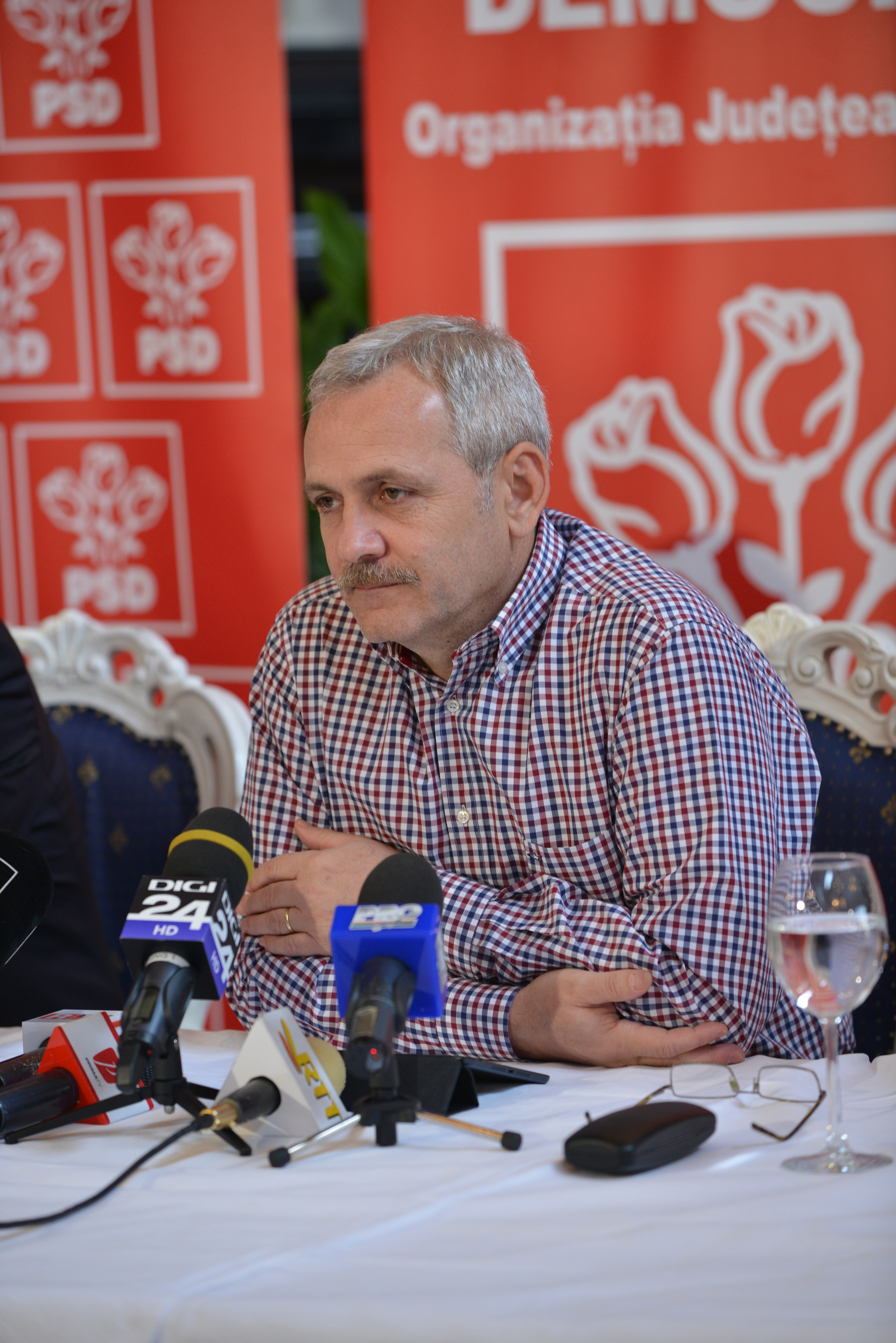
Liviu Dragnea

Noțiunea de stat paralel și ilegitim a început să fie folosită de către președintele din acel moment al Partidului Social Democrat, Liviu Dragnea, și de către alți membrii ai PSD începând cu anul 2017  . Pe 17 noiembrie 2017, PSD a lansat în cadrul Comitetului Executiv întrunit la Herculane rezoluția "Statul paralel și ilegitim"   .  Într-o declarație publică făcută în acea perioadă, Marian Neașcu preciza că "PSD constată existența mai multor vulnerabilități ale statului de drept, care sunt speculate  de  exponenții  «Statului   Paralel și  Ilegitim»,  cu  scopul  de  a  controla discreționar puterea politică sau puterea judecătorească"  . Lupta împotriva statului paralel a început de la nevoia de a modifica legile justiției, odată cu adoptarea OUG 13, care a generat proteste masive în perioada 2017–2019, și de la faptul că Liviu Dragnea era urmărit penal de procurorii DNA    Dragnea a acuzat de mai multe ori Fundația Soros ca fiind în spatele presupusului stat paralel.
Conform Ramonei Ursu, noțiunea de stat paralel a fost importată din SUA, unde există termenul deep state și adaptată credințelor și teoriilor conspirației specifice societății românești . Chiar dacă coaliția de guvernare avea toată puterea în stat, aceștia promovau ideea că adevărata putere ar fi fost deținută de Statul paralel. Folosirea termenului și adoptarea rezoluției a fost considerată o încercare de manipulare în masă .
Conform lui Liviu Dragnea statul paralel este „un sistem de putere paralel, un sistem care face ce știe mai bine: dosare. Este un instrument tăios, care are ca scop să intimideze politicienii care deranjează. Unii i-au spus stat paralel, alții stat invizibil, alții putere ocultă” . Acesta a dat mai multe definiții și a indicat diferiți beneficiari ai statului paralel de-a lungul timpului    .
Nevoia de la care s-a pornit, de a modifica legile justiției, era legitimă , dar lupta împotriva statului paralel a fost folosită pentru a câștiga putere politică și a scăpa de condamnări, nu pentru a îmbunătăți controlul asupra serviciilor secrete și cadrul legislativ . Demersurile președintelui PSD din acea perioadă de a modifica legile justiției au avut scopul de a se salva pe sine însuși și alte persoane anchetate pentru fraude de corupție sau abuz în serviciu . Conform jurnalistului Ion Cristoiu, bătălia împotriva statului paralel nu a fost pornită în numele democrației . Un alt motiv pentru care a fost înițiată această luptă împotriva statului paralel și ilegitim este a fost accea de a decredibiliza instituțiile .
În iunie 2018, PSD a organizat un miting cu peste 150.000 de persoane împotriva statului paralel și ilegitim și a "abuzurilor din justiție"    .
Inițiatorul discursului împotriva statului paralel, Liviu Dragnea, a fost acuzat că el însuși a fost parte a statului paralel participând la întâlniri și petreceri cu directorii serviciilor secrete și cu șefa DNA, Laura Codruța Kovesi . Lupta acestuia cu statul paralel a încetat odată cu alegerile europarlamentare din 26 mai 2019 și cu condamnarea la închisoare a președintelui PSD, o zi mai târziu. Votul de la alegerile europarlamentare a fost considerat un vot anti-Dragnea bazat în principal pe atacurile împotriva justiției .

## Statul juridic paralel
Statul juridic paralel din România se referă la abuzurile comise, aplicarea diferențiată a legii, extinderea competențelor și adaugarea la lege prin hotărâri CSAT și protocoale secrete care implicau Serviciul Român de Informații, în ultimele două decenii. Amenințările care se voiau a fi combătute prin protocoalele semnate sau hotărârile luate erau reale și întemeiate, dar cadrul legal și modalitatea prin care s-a răspuns a generat abuzuri și amenințări mai mari decât cele pe care trebuia să le combată  .
Silviu Predoiu, fostul director adjunct al SIE a declarat că “înainte să avem statul paralel, am avut un cadru juridic paralel”. Tot el a mai spus că statul paralel a pornit de la CSAT. Prin hotărârile CSAT s-a general un cadru juridic paralel, care a generat aparența de legalitate, și care este sursa statului paralel  . Totuși, din informațiile disponibile, hotărârile CSAT nu impuneau semnarea unor protocoale secrete între instituții ale statului  .
Odată cu apariția amenințărilor teroriste la începutul secolului XXI, cu dorința României de a face parte din structuri internaționale ca NATO și Uniunea Europeană, au fost luate o serie de măsuri care avea ca scop găsirea de soluții cu privire la problemele care vulnerabilizau statul și societatea românească. În acest sens, mai ales începând cu  primul mandat al lui Traian Băsescu, serviciile secrete au fost restructurate  , iar rolul lor a fost întărit. În aceeași perioadă au început să fie semnate mai multe protocoale secrete între SRI și alte instituții ale statului. În anul 2005, corupția a fost declarată amenințare la adreesa securității naționale , iar în anul 2010 evaziunea fiscală a fost declarată amenințare la adresa securității naționale. 
În acea perioadă este situată originea statului juridic paralel cu toate că primele protocoale secrete care implicau SRI au fost semnate înainte de anul 2005, mai exact în 1998  . Prin hotările CSAT, prin protocoalele secrete care nu erau legale sau care au extins competențele serviciilor  și prin folosirea unor sintagme vagi din lege, serviciile secrete și mai ales unele persoane din conducere, precum Florian Coldea sau George Maior au ajuns să aibă foarte multă putere    . Conform informațiilor publice disponibile, unele considerate controversate , aceștia s-au implicat în actul de justiție pe care SRI îl considera, conform generalului Dumitru Dumbravă, câmp tactic     .

### Rolul CSAT
În 2005, prin Hotărârea nr.17/2005 a CSAT, corupția a fost declarată amenințare la adresa securității naționale . Acest fapt a permis monitorizarea pe mandate de siguranță națională a cetățenilor, inclusiv a politicienilor suspectați de corupție . Deși în Legea 51/1991 nu exista o mențiune explicită la corupție ca având legătură cu securitatea națională, pentru a intra astfel în atribuțiile serviciilor de informații, CSAT a interpretat că, “prin amploarea și consecințele sale, corupția se poate constitui într-o amenințare la adresa securității naționale” . În urma acestei hotărâri, SRI a putut să obțină mandate de securitate națională și să intercepteze cetățeni asupra cărora exista suspiciunea de corupție, deoarece aceasta era o vulnerabilitate la adresa securității naționale. Totuși, în afară de această hotărâre a CSAT, din informațiile publice disponibile, SRI se folosea și de anumite sintagme din Legea 51/1991, sintagme care au fost declarate neconstituționale în 2018 . Astfel, conform declarațiilor generalului Dumbravă în fața comisiei parlamentare de control a SRI, instituția se folosea de articolului 3, litera f din L. 51/1991 . Sintagma „aduc atingere gravă drepturilor și libertăților fundamentale ale cetățenilor români”. Această sintagmă a fost declarată neconstituțională de către CCR în 2018, prin decizia nr. 91  . O altă sintagmă vagă din aceeași lege, același articol, litera f, a fost declarată neconstituțională tot în 2018 prin decizia nr. 802  .
După hotărârea CSAT din 2005, corupția a fost definită ca vulnerabilitate și în Strategia națională de apărare din anul 2010, iar Strategia de Informații stabilea că una din principalele direcții de acțiune care orientează activitatea SRI să fie aceea a semnalizării cazurilor de corupție la nivel înalt, cu efecte asupra politicilor statului, inclusiv în scopul prevenirii accesului în funcții publice a persoanelor corupte“   . Acest lucru reiese dintr-un document făcut public de CSAT. În același document se precizează că serviciile au avut  “o implicare proactivă în activitatea de identificare, documentare și contracarare a faptelor circumscrise fenomenului corupției” .
Pe lângă corupție, în 2010, prin hotărârea nr 69/2010 a CSAT, evaziunea fiscală devine vulnerabilitate la adresa securității naționale  . Pe baza acestei hotărâri, “a fost constituit, la nivel strategic, Grupul de Lucru Interinstituțional pentru prevenirea și combaterea evaziunii fiscale, format din secretari de stat nominalizați de Ministerul Afacerilor Interne, Ministerul Finanțelor Publice, Ministerul Justiției, Serviciul Român de Informații și Serviciul de Informații Externe, procurori desemnați de către Ministerul Public și ofițeri specialiști din instituțiile angrenate". În baza aceleași hotărâri a CSAT, a fost semnat un protocol intitulat Plan comun de măsuri pentru eficientizarea activităților de prevenire și combatere a evaziunii fiscale între SRI, DNA, Parchetul ICCJ, Ministerele Justiției, Finanțelor și Interne, prin care era monitorizat ANAF, cu scopul de combatere a evaziunii fiscale. În baza acestui protocol, SRI avea acces la baza de date a ANAF, iar Parchetul General avea acces la Ministerul de Interne, la baza de date a Poliției Române  .

### Protocoalele secrete
Începând cu anii 2000, dar mai ales după anul 2009 au fost semanate mai multe protocoale între Serviciul Român de Informații și alte instituții publice. Conform unui raport al Comisiei de control asupra SRI din anul 2018, au existat 36 de protocoale secrete semnate de SRI cu alte instituții .

#### SRI-DNA-MP
Din raportul de activitate al SRI pe anul 2012 reiese că serviciul s-a ocupat cu “sprijinirea activității organelor de cercetare și urmărire penală, prin oferirea de suport informațional cu referire preponderent la infracțiuni din sfera criminalității organizate de amploare, economiei subterane și corupției, cu efecte asupra interesului public ori securității cetățeanului” . Conform raportului SRI pe anul 2013, serviciul s-a concentrat pe „identificarea și fundamentarea manifestărilor de corupție/conflictului de interese, a infracțiunilor de evaziune fiscală sau a activităților ilegale care aduc prejudicii bugetului de stat” .  
Aceste activități întreprinse de SRI și rolul acestuia în anchetele DNA aveau la bază un protocol secret semnat în 2009 , între SRI și Parchetul General. Protocolul a fost desecretizat în 2018, iar din conținutul acelui protocol reiese că DNA a semnat pentru prima dată un protocol (nr. 002128) cu SRI în anul 2003, iar între SRI și Parchetul General a fost semnat un prim protocol (nr. 02312/12/05/2000) încă din anul 2000, după care a fost semnat un alt protocol (nr. 003222/28.06.2005) în 2005  . Anterior protocolului din 2005 a fost dată o hotărâre a CSAT (nr.oo234/2004) privind cooperarea intre Serviciul Român de Informații și Ministerul Public pentru îndeplinirea sarcinilor ce le revin în domeniul siguranței naționale  .
Prin intrarea în vigoare a protocolului din 2009, precedentul protocol dintre SRI și DNA a fost denunțat . Un ultim protocol, din informațiile publice disponibile, a fost semnat în anul 2016. Protocolul din 2009 a fost declarat neconstituțional în integralitatea s-a în urma deciziei nr. 26 a Curții Constituționale a României din ianuarie 2019 , iar cel din 2016 a fost declarat parțial neconstituțional . În decizie, Curtea Constituțională a arătat însă că protocolul încheiat în anul 2009, s-a situat în afara legii și a Constituției, conferind Serviciul Român de Informații atribuții de cercetare penală pe care nu le avea atribuite prin lege și transferând unele atribuții ale procurorilor, către SRI .
Mai multe prevederi ale protocoalelor semnate de-a lungul timpului au fost considerate controversate . Protocolul din 2005, la articolul 2 se preciza că  părțile cooperează, printre altele, în scopul prevenirii și combaterii corupției .
Conform articolului 23 ar protocolului din 2009 dintre SRI și MP, “Cheltuielile impuse de activitățile desfășurate de Serviciu pentru documentarea cauzelor prevăzute Ia art.2 vor fi incluse în cheltuielile judiciare”. Practic, conform judecătoarei Dana Gârbovan, toate costurile făcute de ofițerii SRI erau considerate cheltuieli judiciare care erau imputate celor anchetați, fără ca aceștia din urmă să știe de existența protocolului dintre cele două instituții  .

#### SRI-ANI
A existat si un protocol intre SRI si ANI, semnat in 2011. Colaborarea dintre cele doua instituții nu a avut o bază legală expres prevăzută într-un act normativ . SRI trimitea note către ANI, dar acele note nu erau menționate în procedurile interne ale ANI și nici în vreun material din evoluția dosarelor. Practic, inspectorii agenției se autosesizau pe baza informațiilor primite de la SRI. Notele clasificate drept strict secret erau transpuse într-un document public, nesecret, ca autosesizare a ANI.
Conform raportului Comisiei SRI, serviciul trimitea inclusiv referințe privind încadrarea juridica conform căreia persoana care ocupa o funcție publică se afla în stare de incompatibilitateî . Totuși, notele trimise de SRI către ANI, nu treceau pe la Direcția Juridică, deși făceau incusiv trimiteri la încadrarea juridică. Conform aceluiași raport, directorul SRI, George Maior, se interesa de stadiul anumitor dosare din cadrul ANI dar și despre dosare aflate pe rol în instanță, interferând cu activitatea instituției.